# The Telltale Knife
The Telltale Knife is een Amerikaanse western uit 1914. De stomme film is waarschijnlijk verloren gegaan.
Het was een (derde) remake van de gelijknamige film uit 1911. Selig maakte in deze periode meer remakes van vroege westerns van Tom Mix, zoals van de film Why the Sheriff Is a Bachelor. Bij de eerste verfilming van The Telltale Knife - met Myrtle Stedman en William Duncan - in 1911 ging een stunt overigens nog bijna mis: Mix en een andere acteur verdronken zowat.

## Verhaal
Zowel Tom Mason (Tom Mix) - die een veedief blijkt te zijn - als Will Wright (Leo Maloney), de sheriff, hebben een oogje op de eigenares van de saloon. Mabel Madden (Goldie Colwell) vindt het echter lastig om tussen de twee mannen te kiezen. Ze vraagt zich bovendien af hoe Tom aan zijn geld komt. Als cadeau geeft ze hem een zakmes dat hij bij zijn eerste de beste strooptocht verliest. Als de sheriff het mes vindt, weet hij meteen dat-ie van Tom moet zijn. Hij wil vervolgens het pistool van hem innemen, maar Tom slaat met zijn handlanger op de vlucht. Uiteindelijk worden ze getraceerd, al besluiten ze niet levend in handen van de sheriff te willen vallen.

## Rolverdeling
| Acteur         | Personage    |
| -------------- | ------------ |
| Tom Mix        | Tom Mason    |
| Goldie Colwell | Mabel Madden |
| Leo Maloney    | Will Wright  |
| Old Blue       | Het paard    |